# Siegfried von Boehn (généalogiste)
Ne doit pas être confondu avec Siegfried von Boehn (homme politique).
Siegfried Rudolf Hermann von Boehn (né le 18 mai 1901 à Deutsch Buckow, arrondissement de Stolp et mort le 24 mars 1988 à Tutzing) est un historien local et généalogiste poméranien.

## Biographie
Siegfried von Boehn est issu de la famille noble de Poméranie von Boehn, ses parents sont le capitaine royal prussien, député de la Chambre des représentants de Prusse et du Reichstag ainsi que seigneur héréditaire du domaine de 581 ha de Deutsch Buckow, Siegfried von Boehn (1865–1945) et Anna Schaumann (1875–1960).
Siegfried von Boehn, comme presque tous ses frères, fait d'abord ses études au lycée de Stolp, puis, jusqu'à son examen de fin d'études, de Pâques 1915 à l'automne 1922, à l'Académie de chevalerie de Brandebourg-sur-la-Havel, qui est une institution traditionnelle pour la noblesse terrienne. Boehn commence ensuite sa carrière d'officier dans la Reichswehr, devenant lieutenant en 1926, et sert pendant un certain temps dans le célèbre 9e régiment d'infanterie. Plus tard, il sert dans la Wehrmacht en tant que capitaine et commandant de la 14e compagnie du 35e régiment d'infanterie et termine sa carrière militaire en 1945 avec le grade de lieutenant-colonel. Après la guerre, il trouve un emploi comme commis au ministère de l'Intérieur du Bade-Wurtemberg (de).
Tout au long de sa vie, il collecte des documents sur sa famille, sur d'autres familles nobles de Poméranie, majoritairement éteintes, et sur l'histoire. Ce n’est qu’après sa retraite qu’il peut évaluer ce matériel et le publier. Ses œuvres généalogiques (familles Hebron (de), Gutzmerow (de), Chorke, Schulten, Stücke et Janitz) sont principalement parues dans les Archives Sedina, mais aussi (famille Carnitz (de)) dans les Deutsches Familienarchiv ou (famille Cocceji (de)) dans Genealogie. Les articles achevés sur les familles Borcke-Brallenthin, Bilfinger, Butzke, Brünnow (de), Chinow, Denzin, Galbrecht, Grell (de), Hoym, Jannewitz, Krümmel (de), Miltitz, Schwawe (de), Schwetzkow, Tessen (de), Woyte et Woyen sont restés inédits. Ces documents sont aujourd'hui conservés aux Archives de la noblesse allemande, à l'Institut Herder et à l'Office central de généalogie de Leipzig (de).
En tant qu'historien local, il s'intéresse de près à l'histoire des domaines de Poméranie, en particulier des anciens arrondissements de Schlawe (de) et de Stolp. Il contribue au livre d'histoire locale Der Kreis Schlawe ainsi qu'aux chroniques paroissiales de Krangen, Wusterwitz et Quatzow. D'autres articles de Boehn sont parus dans l'Ostdeutsche Familienkunde (de) ou le Familiengeschichtliche Blätter.
En solidarité avec son ancienne école de Brandebourg, il complète l'ouvrage avec d'autres auteurs et éditeurs de l'association des anciens élèves de l'Académie des chevaliers de Brandebourg, entre autres Otto Graf Lambsdorff, un troisième volume sur les élèves du pensionnat aristocratique en tant que continuation de 1914 à 1945. L'école elle-même a déjà été fermée par le régime national-socialiste en 1937 ; elle n'existe plus que comme université et les cours ont lieu à la Saldria (de).
Boehn est chevalier honoraire de l'Ordre de Saint-Jean depuis 1962 et se marie à Berlin-Zehlendorf avec Dorothea von Caprivi (1913–1984), fille du colonel Leopold von Caprivi et la baronne Orlinda von Rosenberg. Le mariage donne naissance à trois filles et un fils.